# The Six Wives of Henry LeFay
The Six Wives of Henry LeFay es una película de comedia que estrenada en 2009 dirigida por Howard Gould y protagonizada por Elisha Cuthbert y Tim Allen.

## Argumento
Después de Henry Lefay se presume muerto, su hija vuelve a casa para organizar su funeral, donde descubre que su actual esposa y sus cinco predecesoras están peleando por quién va a enterrarlo.

## Reparto
- Tim Allen
- Elisha Cuthbert
- Paz Vega
- Andie MacDowell
- Kelli Garner
- S. Epatha Merkerson
- Jenna Elfman